# Cnezatul Pereiaslav

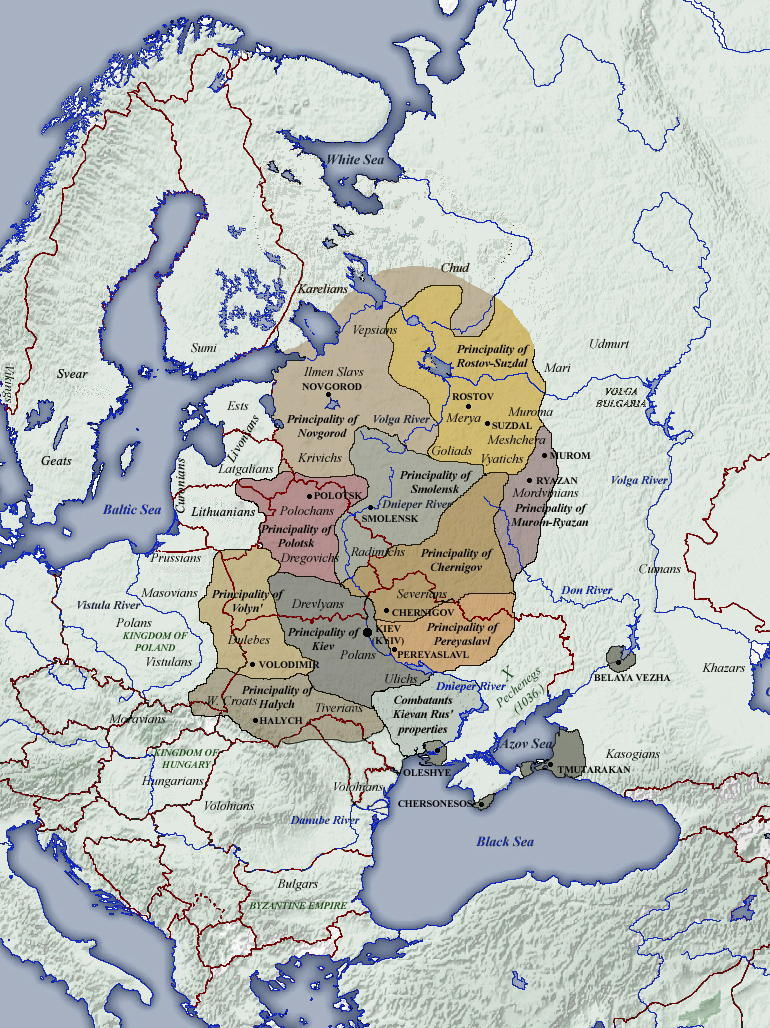
Cnezatele Rusiei Kievene (1054-1132)

Cnezatul Pereiaslav (în ucraineană Переяславське князівство, transliterat: Pereiaslavske kneazivstvo) a fost un principat regional al Rusiei Kievene de la sfârșitul secolului al IX-lea până în 1323, cu sediul în orașul Pereiaslav de pe râul Trubij.
Principatul Pereiaslav era administrat de obicei de fiii mai mici ai Marelui Cneaz al Kievului. Se întindea pe teritoriul de la cursul de mijloc al Niprului la vest până la granița sa de est, care era nu prea departe de râul Siverskîi Doneț, unde se presupune că se afla legendarul oraș cuman Șarukan.
Cronica primară datează întemeierea orașului Pereiaslav' în anul 992; dovezile arheologice sugerează că a fost fondat nu prea mult timp după această dată. La începuturile sale Pereiaslav a fost unul dintre orașele importante ale Rusiei Kievene, după Cernihiv și Kiev. Orașul era situat pe un vad unde Vladimir cel Mare a luptat împotriva nomazilor pecenegi.
Principatul poate fi urmărit ca o stăpânire semi-independentă de la împărțirea moștenirii dintre fii lui Iaroslav cel Înțelept, Sveatoslav primind Cernihiv, Vsevolod primind Pereiaslav, Smolensk căzându-i lui Veaceslav și Volodîmîr în Volînia căzându-i lui Igor. Cronica primară consemnează că în 988 Vladimir i-a atribuit lui Iaroslav pământurile nordice (mai târziu asociate cu Pereiaslav).
Pereiaslav a fost distrus de mongoli în martie 1239.